# Eddie Guerrero
Eduardo Gory Guerrero Llanes (* 9. Oktober 1967 in El Paso, Texas; † 13. November 2005 in Minneapolis, Minnesota), bekannt unter seinem Ringernamen Eddie Guerrero, war ein US-amerikanischer Wrestler mexikanischer Abstammung.
Er gehörte der mexikanischen Wrestling-Familie „Guerrero“ an und führte die Tradition seines Vaters Gory Guerrero fort. Ab den 1990er Jahren arbeitete er für viele größere Wrestling Promotion in den USA (Extreme Championship Wrestling, World Championship Wrestling und World Wrestling Entertainment). Außerdem trat er noch für Ligen wie NJPW, WWA, AAA, RoH und EMLL auf. Sein Neffe ist Chavo Guerrero, der bis Juni 2011 für die WWE arbeitete. Eddie Guerreros Witwe Vickie war jahrelang bei der Promotion aktiv, seine Tochter Shaul Marie trat in der WWE-Entwicklungsliga Florida Championship Wrestling als Raquel Diaz an. Seine erfolgreichste Zeit hatte er in der weltweit größten Wrestlingliga, der WWE.

## Biografie

### Kindheit
Eddie Guerrero wurde in eine Wrestlingfamilie hineingeboren, sein Vater Gory Guerrero war einer der ersten professionellen Wrestler in Mexiko. Die in El Paso (Texas) wohnhafte Familie hatte einen Wrestlingring im Garten, auf welchem Eddie bereits mit drei Jahren regelmäßig Unterricht von seinem Vater erhielt, wodurch er bereits kurze Zeit später in der Lage war, einen Dropkick auszuführen. In den folgenden Jahren wrestlete er häufig mit seinen Brüdern, Hector, Armando (Mando) und Chavo Guerrero Sr., sowie seinem Neffen Chavo Guerrero Jr., dem Sohn von Chavo Guerrero Sr.

### Privatleben
Während der gesamten Karriere des Eddie Guerrero blieb sein Privatleben größtenteils im Verborgenen. Abseits des vielbeachteten und medienumwehten Wrestling-Geschäftes konnte Guerrero bei seiner Familie Ruhe finden. Am 24. April 1990 heiratete Guerrero seine Jugendliebe Vickie Lynn. Zusammen hatte das Ehepaar zwei Töchter. Die älteste Tochter, Shaul Marie, wurde 1990 geboren, Sherilyn Amber folgte im Jahr 1995. Eddie Guerreros dritte Tochter, Kaylie Marie, wurde 2002 während Eddies und Vickies Trennung unehelich geboren. Die Mutter seiner dritten Tochter war Tara Maloney. 
Mit einigen Wrestlingkollegen war Guerrero auch im Privatleben gut befreundet, so zählten beispielsweise Dean Malenko, Rey Mysterio, Chris Jericho und Chris Benoit zum engsten Freundeskreis Guerreros. Einen großen Teil seiner freien Zeit verbrachte Eddie mit Training für das Wrestling. So trainierte er oft mit seinen Freunden zusammen für die Wrestlingshows, in welchen sie dann gemeinsam auftraten.
Um das Jahr 1995 stieg der Druck im Wrestlinggeschäft immer mehr. Guerrero begann Drogen zu nehmen. Kurz darauf, am 29. Dezember 1996, hatte er einen schweren Autounfall, den er nur mit Glück überlebte. Infolge des Autounfalls musste Guerrero für einige Monate Schmerzmittel einnehmen und mit dem Wrestling pausieren. In den folgenden vier Jahren bekam er seine Drogenprobleme in den Griff. Am 9. November 2001 wurde Guerrero wegen Alkohols am Steuer inhaftiert und drei Tage darauf von WWE-Präsident Vince McMahon entlassen. Seine Frau Vickie drohte, sich von Eddie scheiden zu lassen. Nachdem Guerreros Tochter Kaylie Marie geboren wurde, machte er einen Alkoholentzug und war am Ende des Jahres 2001 trocken.

### Tod
Am 13. November 2005 wurde Eddie Guerrero von seinem Neffen Chavo leblos in seinem Zimmer im Marriott City Center Hotel in Minneapolis, Minnesota aufgefunden. Er starb an einer akuten Herzinsuffizienz. Einige Stunden später erschien folgende Meldung auf der Website der WWE. „Die WWE ist zutiefst betrübt von der Nachricht, dass Eddie Guerrero verstorben ist. Er wurde heute Morgen tot in seinem Hotelzimmer in Minneapolis aufgefunden. Eddie hinterlässt seine Frau Vickie und seine Töchter Shaul, Sherilyn und Kaylie Marie.“
Um Guerrero zu ehren, wurden ihm die Ausgaben von RAW am 14. November und Friday Night SmackDown! am 18. November gewidmet.
Zusätzlich widmete die Konkurrenz-Wrestlingliga TNA die Großveranstaltung Genesis, welche am Abend seines Todestages stattfand, dem verstorbenen Eddie Guerrero.
Die Bestattung von Eddie Guerrero fand am 17. November 2005 in Phoenix (Arizona) am Green Acres Cemetery statt. Die Zeremonie wurde von seinem ehemaligen Kollegen Superstar Billy Graham geleitet. Chris Benoit, Dean Malenko, Chris Jericho, John Layfield, Vince McMahon, Tom Prichard, alle seine Brüder, eine seiner Schwestern, Chavo Guerrero und Valerie Coleman Graham hielten kurze Reden.
Im April 2006 wurde Eddie Guerrero am Abend vor WrestleMania 22 in die WWE Hall of Fame eingeführt.

## Wrestling-Karriere

### Asistencia Asesoría y Administración (1992–1994)
Eddie Guerrero begann seine Laufbahn als Wrestler im September 1987. Er trat zunächst in mexikanischen Wrestling-Ligen auf. Die dort dargebotene Lucha Libre ist häufig wesentlich akrobatischer und härter als das US-amerikanische Wrestling. Eddie trat in Mexiko hauptsächlich für die AAA auf. 1993 tat Guerrero sich mit Art Barr (1966–1994) zusammen. Zusammen mit seinem Partner bildete er das Team „La Pareja del Terror“ (zu Deutsch Das Terrorpaar). Wenig später taten sich Barr und Guerrero mit Konnan zusammen. Zu dritt bildeten sie das Stable „Los Gringos Locos“ (zu dt. Die verrückten Gringos). 1994 gewannen Guerrero und Barr die AAA-Tag Team Championtitel. Im November des Jahres starb jedoch Art Barr einen Tag nach der AAA-Großveranstaltung „When Worlds Collide“ und das Stable wurde aufgelöst.

### Extreme Championship Wrestling (1995)
Guerrero sah in der AAA für sich keine Zukunft mehr und nahm das Angebot der US-amerikanischen ECW an. Parallel hierzu trat er auch in Japan als „Black Tiger“ auf.
Kurz nach seinem Wechsel zu ECW gewann Guerrero im April 1995 den ECW-World-Television-Championtitel. Kurz nach seinem Titelverlust wechselte er zu World Championship Wrestling.

### World Championship Wrestling (1995–2000)
Nach seinem Wechsel zur WCW blieb der Erfolg zunächst aus, da Guerrero nur selten und als Jobber eingesetzt wurde. 1996 trat er kurzfristig für die japanische Liga NJPW an, wo er u. a. das „Best of the Super Junior“-Turnier gewann. Anschließend trat er wieder ausschließlich für WCW an. Dort gewann er 1996 die WCW United States Championship, 1997 konnte er zweimal die WCW-Cruiserweight-Championship gewinnen.
In den folgenden Monaten kam es jedoch zu Meinungsverschiedenheiten mit dem WCW-Präsidenten Eric Bischoff, in deren Folge sich Guerrero für zwei Monate zurückzog. Nach dieser Pause gründete er die „Latino World Order“, in die nach und nach fast alle mexikanischen Wrestler der WCW eintraten.
Nach Guerreros Autounfall wurde die LWO aufgelöst. Aufgrund von Problemen mit dem Management wechselte er im Jahr 2000 gemeinsam mit Chris Benoit, Dean Malenko und Perry Saturn zur WWF.

### World Wrestling Federation (2000–2001)

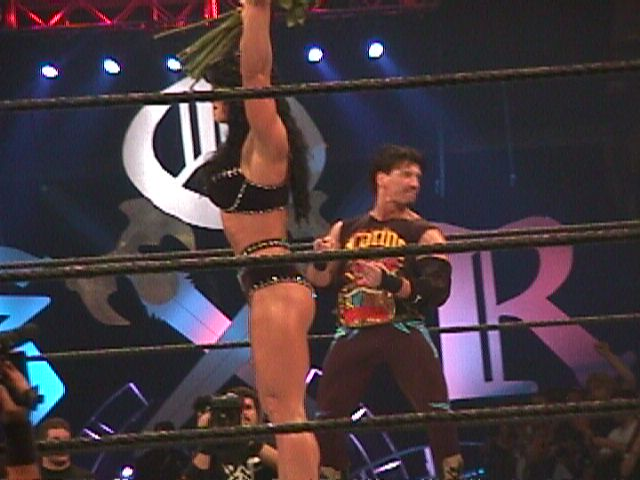
Guerrero also European Champion (2000)

Guerrero und die anderen ehemaligen WCW-Wrestler debütierten am 31. Januar 2000 in der WWF. Sie nannten sich von dort an die Radicalz. Mit dem WWE European Championship gewann Guerrero seinen ersten Titel in der WWF, welchen er noch weitere Male gewinnen konnte.
Im Mai 2001 jedoch musste er einen Entzug wegen Schmerzmittelabhängigkeit machen. Kurz vor seiner Rückkehr wurde er wegen Trunkenheit am Steuer festgenommen und daraufhin von der WWF entlassen.

### Independent-Ligen (2001–2002)
Nachdem er seine Abhängigkeit schließlich überwunden hatte, trat Guerrero in verschiedenen Independent Promotion auf, unter anderem bei World Wrestling All-Stars, IWA Mid-South und Ring of Honor.
Während seiner Independent-Laufbahn gewann er am 1. März 2002 in Indianapolis die IWA Mid-South Heavyweight Championship, indem er CM Punk und Rey Mysterio besiegte. Am folgenden Tag verlor er den Titel wieder an CM Punk.
Ende März 2002 wurde er erneut von der WWF, die sich mittlerweile in WWE umbenannt hatte, eingestellt.

### Rückkehr zur WWE (2002–2005)
Bei seinem ersten Auftritt in RAW attackierte er Rob van Dam und begann so eine Fehde. Er tat sich wieder mit Chris Benoit zusammen. Am 21. April 2002 konnte er bei der Großveranstaltung Backlash den Intercontinental Championtitel von Rob van Dam gewinnen. Einen Monat später verlor er diesen Gürtel in einem Ladder Match wieder an Rob van Dam. Es folgte eine Fehde mit The Rock.
Am 1. August 2002 wechselten Guerrero und Chris Benoit zu SmackDown, neben RAW das zweite Roster der WWE. Während Benoit mit Kurt Angle ein Team bildete, verbündete sich Eddie mit seinem Neffen Chavo Guerrero. Zusammen bildeten sie das Tag Team Los Guerreros.
Das Team gewann am 17. November 2002 bei PPV Survivor Series die WWE Tag Team Championtitel von Edge und Rey Mysterio. Am 4. Februar 2003 verloren sie den Titel an Team Angle (bestehend aus Shelton Benjamin und Charlie Haas). Aufgrund eines Bizepsrisses von Chavo ließ man Guerrero mit Tajiri antreten und sie gewannen bei der Großveranstaltung Judgment Day den Titel. Nachdem sie am 1. Juli ihre Titel wieder an Team Angle verloren, trennte man das Team.
2003 nahm Eddie an einem Turnier um den WWE United States Championtitel teil. Diesen gewann er, nachdem er im Turnierfinale Benoit besiegte.
Nach Chavo Guerreros Genesung wurde das Team Los Guerreros erneut vereinigt und sie konnten durch einen Sieg gegen Team Angle die WWE Tag Team Championtitel gewinnen.
Bei der Oktober-Großveranstaltung No Mercy 2003 verlor Guerrero seine United States Championship an Big Show. Vier Tage später verloren Los Guerreros auch die Tag Team Championships an die Basham Brothers. Anschließend wurde das Team erneut getrennt und die Guerreros fehdeten gegeneinander.

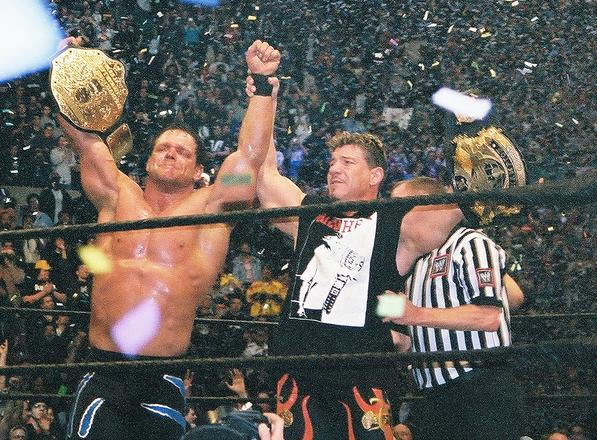
Guerrero als WWE Champion feiert bei Wrestlemania XX mit World Heavyweight Champion Chris Benoit (2004)

Am 15. Februar 2004 bei der Großveranstaltung No Way Out gewann Guerrero die WWE Championship mit einem Sieg gegen Brock Lesnar. Er konnte den Titel mehrere Monate lang halten, unter anderem verteidigte Guerrero ihn bei Wrestlemania 20 gegen Kurt Angle. Auch gegen Big Show und Rey Mysterio gelangen ihm Titelverteidigungen. Im Juli 2004 verlor er den Titel gegen John „Bradshaw“ Layfield in einem Texas Bullrope Match.
Eddie verbündete sich nun mit Big Show, um gegen Kurt Angle eine neue Fehde zu beginnen.
Am 20. Februar 2005 wurde Guerrero mit Rey Mysterio erneut Tag Team Champion. Am 21. April verloren sie ihre Titel an das neue Tag Team MNM (Joey Mercury und John Morrison). Im Anschluss fehdete Guerrero lange Zeit gegen Mysterio.
Es folgte eine Fehde gegen Batista, ehe er zusammen mit diesem gegen Randy Orton, dessen Vater Cowboy Bob Orton und Mr. Kennedy fehdete.
In der Ausgabe von Friday Night SmackDown! am 11. November 2005 bestritt Eddie Guerrero gegen Mr. Kennedy das letzte Match in seiner Karriere, welches er gewann. Später wurde bekannt, dass er in der nachfolgenden Ausgabe von SmackDown, welche auf Grund seines Todes ihm zu Ehren gewidmet war, ein Match gegen Batista und Randy Orton hätte gewinnen sollen, um neuer World Heavyweight Champion zu werden, da Batista auf Grund einer Verletzung eine Auszeit benötigte.

## Titel und Auszeichnungen

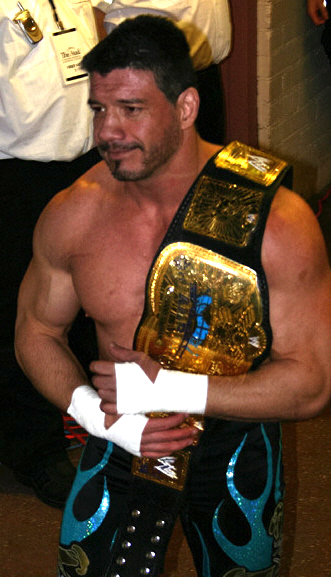
Guerrero als WWE Tag Team Champion (2005)

### Titel
- All Japan Pro Wrestling
  - 1× PWF World Tag Team Champion mit Héctor Guerrero

- Asistencia Asesoría y Administración
  - 1× AAA World Tag Team Champion mit Art Barr

- Extreme Championship Wrestling
  - 2× ECW World Television Champion

- Independent Wrestling Association Mid-South
  - 1× IWA Mid-South Heavyweight Champion

- Latin American Wrestling Association
  - 1× LAWA Heavyweight Champion

- World Championship Wrestling
  - 2× WCW Cruiserweight Champion
  - 1× WCW United States Champion

- World Wrestling All-Stars
  - 1× WWA International Cruiserweight Champion

- World Wrestling Association
  - 1× WWA Trios Championship mit Chavo Guerrero und Mando Guerrero
  - 1× WWA World Welterweight Champion

- World Wrestling Federation/Entertainment[8]
  - 1× WWE Champion
  - 2× WWE Intercontinental Champion
  - 4× WWE Tag Team Champion (2× mit Chavo Guerrero (2) und jeweils 1× mit Tajiri und Rey Mysterio)
  - 1× WWE United States Champion (erster Titelträger der WWE Version)
  - 2× WWF European Champion

### Auszeichnungen
- Asistencia Asesoría y Administración
  - 2008: Aufnahme in die Hall of Fame

- New Japan Pro-Wrestling
  - 1996: Best of the Super Juniors III Sieger
  - 1996: Junior Heavyweight Super Grade Tag League Sieger mit The Great Sasuke

- World Championship Wrestling
  - 1995: World Cup Of Wrestling Sieger mit Randy Savage, Lex Luger, Johnny B. Badd, Sting, Chris Benoit, und Alex Wright
  - 1996: Battlebowl Championship Ring Sieger

- World Wrestling Federation/Entertainment[9]
  - 2004: Elfter Triple Crown Champion
  - 2004: Sechster Grand Slam Champion
  - 2006: Aufnahme in die Hall of Fame